# فرانسيس هوبكنسون
فرانسيس هوبكنسون (بالإنجليزية: Francis Hopkinson) (و. 1737 – 1791 م) هو ملحن، ومحام، وقاض، وكاتب من المملكة المتحدة ولد في فيلادلفيا، بنسيلفانيا. شغل هوبكنسون مناصب مختلفة في الحكومة الأمريكية المبكرة، مثل عضوية الكونغرس القاري الثاني وعضوية مجلس البحرية. أصبح لاحقًا أول قاضٍ اتحادي في محكمة المقاطعة الشرقية في ولاية بنسلفانيا في 30 سبتمبر 1789.

## التعليم والمسار المهني
وُلد في 2 أكتوبر 1737 (تقويم ميلادي)، 21 سبتمبر 1737 (تقويم يولياني) في فيلادلفيا، مقاطعة بنسلفانيا، أمريكا البريطانية، وحصل على بكالوريوس الآداب في عام 1757 من كلية فيلادلفيا (جامعة بنسلفانيا حاليًا) ودرجة ماجستير الآداب عام 1760 من الكلية نفسها. كان أول ملحن أمريكي أصلي يلحن أغنية علمانية عام 1759. عمل بصفة سكرتير للجنة مجلس مقاطعة بنسلفانيا التي أبرمت معاهدة بين المقاطعة وبعض القبائل الهندية في عام 1761. بدأ عمله الخاص في المحاماة في فيلادلفيا بمقاطعة بنسلفانيا بين عامي 1761 و1766؛ وكان جابيًا للرسوم الجمركية في سالم بمقاطعة نيو جيرسي عام 1763. بقي هوبكنسون منذ مايو 1766 حتى أغسطس 1767 في إنجلترا على أمل أن يصبح مفوض الجمارك في أمريكا الشمالية. رغم عدم نجاحه في الحصول على المنصب، أمضى بعض الوقت مع رئيس الوزراء المستقبلي لورد نورث وابن عم هوبكنسون جيمس جونسون والرسام بنيامين ويست. عمل تاجرًا بدءًا من عام 1768 في فيلادلفيا بمقاطعة بنسلفانيا، حيث باع أنواعًا مختلفة من القماش ونبيذ البورت. إضافةً إلى ذلك، انتُخب عام 1768 لعضوية الجمعية الأمريكية للفلسفة بعد إحيائها، واستمر بمنصب أمين للجمعية منذ 1776 حتى 1782. كان جابيًا للجمارك في نيوكاسل، مستعمرة ديلاوير منذ 1772 حتى 1773، ليستأنف عمله الخاص في بوردنتاون منذ 1773 حتى 1774، حيث أصبح عضوًا في مجلس مقاطعة نيو جيرسي من حتى عام 1776. كان عضوًا في المجلس التنفيذي لنيوجيرسي منذ 13 يناير 1775 حتى 15 نوفمبر 1775. حصل على إذن ممارسة المحاماة من نقابة المحامين بالمحكمة العليا لنيوجيرسي في 8 مايو 1775. انتُخب قاضيًا مشاركًا في تلك المحكمة عام 1776، لكنه رفض المنصب. كان مندوبًا إلى المؤتمر القاري الثاني (الكونغرس القاري) منذ 22 يونيو 1776 حتى 30 نوفمبر 1776. كان أحد الموقعين على إعلان استقلال الولايات المتحدة، وعضوًا في مجلس البحرية في فيلادلفيا بين 1776 و1777. شغل منصب أمين صندوق مكتب القروض القاري في فيلادلفيا منذ 1778 حتى 1781، وقاضيًا في المحكمة الأميرالية في بنسلفانيا منذ 1779 حتى 1789. كان عضوا في اتفاقية بنسلفانيا التي صدقت على دستور الولايات المتحدة.

## الخدمة القضائية الاتحادية
رشح الرئيس جورج واشنطن هوبكنسون في 24 سبتمبر 1789، إلى عضوية محكمة مقاطعات الولايات المتحدة عن مقاطعة بنسلفانيا، ليشغل مقعدًا جديدًا بموجب المرسوم 1. حصل على موافقة مجلس الشيوخ الأمريكي في 26 سبتمبر 1789، وتلقى تكليفه في اليوم نفسه. انتهت خدمته في 9 مايو 1791، بسبب وفاته في فيلادلفيا، بنسلفانيا، عقب نوبة سكتية مفاجئ، ليُدفن في مقبرة كنيسة المسيح في فيلادلفيا.

## الحياة الشخصية
كان والداه توماس هوبكنسون وماري جونسون هوبكنسون. تزوج آن بوردن في 1 سبتمبر 1768، وأنجبا خمسة أطفال. كان ابنه جوزيف هوبكنسون عضوًا في مجلس النواب الأمريكي وأصبح أيضًا قاضيًا فيدراليًا. يُذكر أن شقيقة فرانسيس، ماري هوبكنسون [1742-1785] كانت زوجة الدكتور جون مورغان، كبير الجراحين في الجيش القاري.

## التعليم
تعلم في جامعة بنسلفانيا.

## روابط خارجية
- فرانسيس هوبكنسون على موقع الموسوعة البريطانية (الإنجليزية)
- فرانسيس هوبكنسون على موقع ميوزك برينز (الإنجليزية)
- فرانسيس هوبكنسون على موقع إن إن دي بي (الإنجليزية)